# Dau al set (revista)
Dau al set fue una revista catalana de vanguardia fundada el septiembre de 1948 por Joan Josep Tharrats y dirigida por Joan Ponç. Detrás de la revista estaba el grupo artístico Dau al Set. Era la continuación de otra revista llamada Algol publicada por el mismo grupo artístico. Por lo que respecta al formato de la revista, tenía 8 páginas con un formato de 250 x175 mm. Los textos estaban escritos en catalán y castellano. La revista se siguió publicando hasta diciembre de 1951.

## Temas y colaboradores
Inicialmente la revista tenía una actitud dadaísta y los autores expresaban en ella su indiferencia hacia la sociedad que les rodeaba. Con el tiempo. Evolucionó hacia una actitud surrealista plástica o hacia el existencialismo ideológico. Debido a esta variedad y desarrollo, hacia 1950, la revista se convirtió en un cajón de sastre donde todo el mundo podía seguir la situación del momento y los artistas innovadores del momento podían encontrar referencias a otros autores extranjeros.
El grupo artístico Dau al Set fue un grupo vanguardista catalán, formado por el poeta Joan Brossa, el filósofo Arnau Puig y los pintores Antoni Tàpies, Joan Ponç, Modest Cuixart y Joan-Josep Tharrats. 
Los colaboradores de la revista fueron Joan Brossa, Arnau Puig,  Juan Eduardo Cirlot, Alexandre Cirici, Jean Cocteau, Ángel Ferrant, J. V. Foix, Francis Picabia, Cesáreo Rodríguez-Aguilera, Enrique Sordo y Michel Tapié. La revista también contenía dibujos de  Modest Cuixart, Joan Ponç, Antoni Tàpies i Joan Josep Tharrats. 
El Museo de Arte Moderno de Nueva York clasificó la revista Dau al set como una de las veinte primeras revistas vanguardistas del siglo XX.